# Jižní Korfu
Jižní Korfu (řecky: Δήμος Νότιας Κέρκυρας) je jednou ze 4 obcí regionální jednotky Korfu v kraji Jónské ostrovy v Řecku. Zahrnuje území jižní části ostrova Korfu. Hlavním městem je Lefkimmi. Břehy omývá Jónské moře.

## Obyvatelstvo

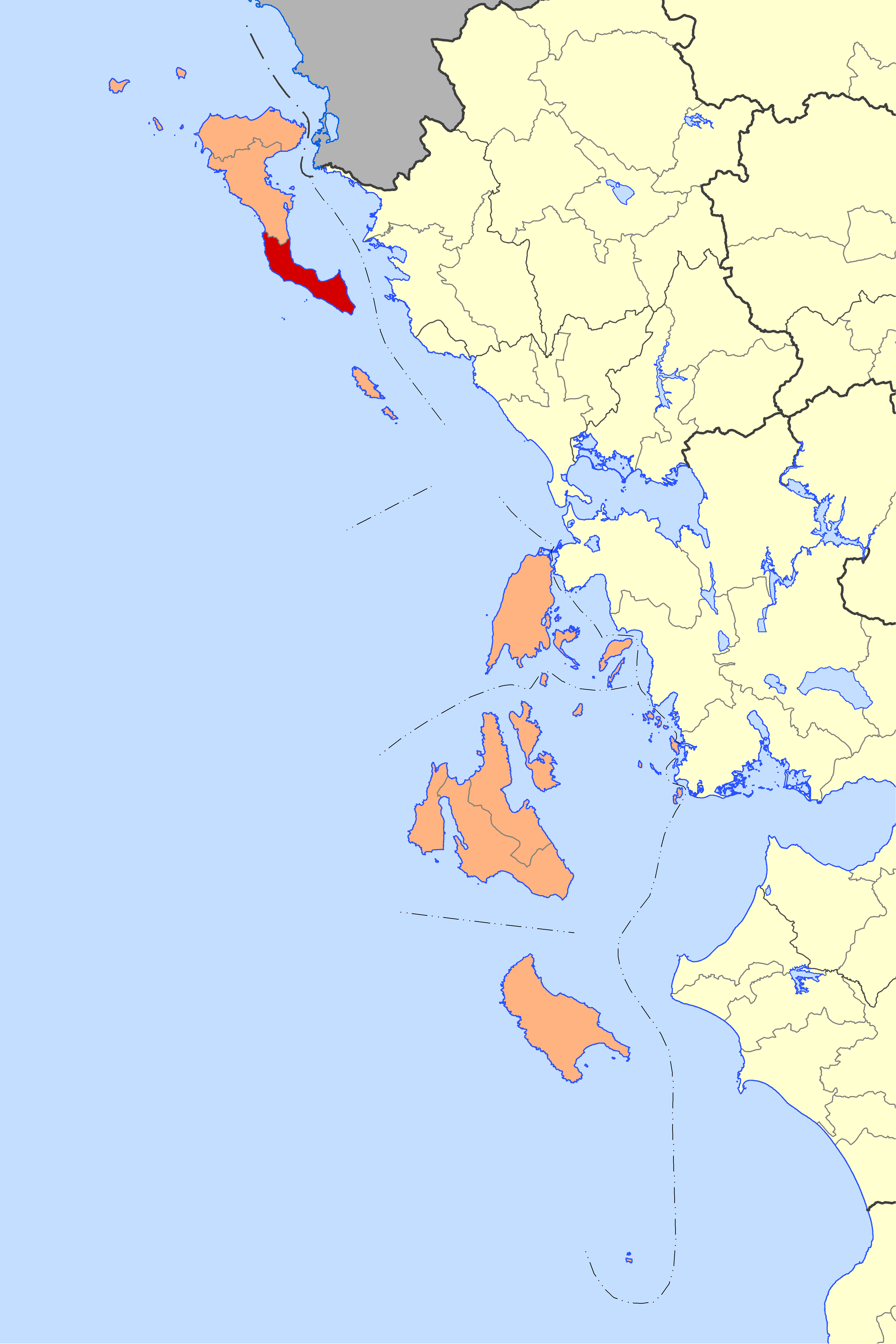
obec Jižní Korfu

V roce 2011 žilo ve třech obecních jednotkách, ze kterých se od roku 2019 obec skládá 15 681 obyvatel. Obec se skládá ze tří obecních jednotek. V závorkách je uveden počet obyvatel obecních jednotek a komunit.
- Obec Jižní Korfu (15681)
- Obecní jednotka Korissia (4775) – komunity: Argyrades (1719), Agios Nikolaos (440), Vasilatika (147), Koustades (349), Perivoli (1427), Petriti (693).
- Obecní jednotka Lefkimmi (5800) – komunity: Lefkimmi (3620), Ano Lefkimmi (213), Vitalades (524), Neochori (1443).
- Obecní jednotka Melitia (5106) – komunity: Moraitika (814), Agios Matheos (1190), Ano Pavliana (478), Vouniatades (208), Kato Pavliana (125), Pendati (262), Strongyli (475), Chlomatiana (684), Chlomos (870).